# Drugi rząd Aleksandara Vučicia
Drugi rząd Aleksandara Vučicia – rząd Republiki Serbii urzędujący od 11 sierpnia 2016 do 29 czerwca 2017.
Gabinet powstał po przedterminowych wyborach parlamentarnych z kwietnia 2016, rozpisanych z inicjatywy urzędującego premiera i zakończonych ponownym zwycięstwem koalicji skupionej wokół Serbskiej Partii Postępowej (SNS), która uzyskała 131 spośród 250 mandatów w Zgromadzeniu Narodowym Republiki Serbii. W maju 2016 prezydent Tomislav Nikolić ponownie desygnował Aleksandara Vučicia na premiera.
Proces tworzenia nowego gabinetu trwał kilka miesięcy, negocjowano m.in. kwestię kontynuowania koalicji rządowej z Socjalistyczną Partią Serbii (SPS), którą ostatecznie odnowiono. 8 sierpnia 2016 Aleksandar Vučić ogłosił skład swojego drugiego gabinetu. Trzy dni później Zgromadzenie Narodowe udzieliło jego drugiemu rządowi wotum zaufania.
W skład nowego gabinetu weszli przedstawiciele SNS i SPS, a także ugrupowań współpracujących z postępowcami – Socjaldemokratycznej Partii Serbii (SDPS) i Ruchu Socjalistycznego (PS) i Partii Zjednoczonych Emerytów Serbii (PUPS), jak również niezależni rekomendowani przez lidera postępowców.
31 maja 2017, po objęciu przez Aleksandara Vučicia urzędu prezydenta, pełniącym obowiązki premiera został Ivica Dačić. 29 czerwca 2017 gabinet zakończył urzędowanie w związku z powołaniem rządu Any Brnabić.

## Skład rządu
- premier: Aleksandar Vučić (SNS, do 31 maja 2017)
- pierwszy wicepremier, minister spraw zagranicznych: Ivica Dačić (SPS, od 31 maja 2017 również p.o. premiera)
- wicepremier, minister spraw wewnętrznych: Nebojša Stefanović (SNS)
- wicepremier, minister transportu, budownictwa i infrastruktury: Zorana Mihajlović (SNS)
- wicepremier, minister handlu, telekomunikacji i turystyki: Rasim Ljajić (SDPS)
- minister finansów: Dušan Vujović
- minister gospodarki: Goran Knežević (SNS)
- minister rolnictwa i środowiska: Branislav Nedimović (SNS)
- minister górnictwa i energii: Aleksandar Antić (SPS)
- minister sprawiedliwości: Nela Kuburović
- minister obrony: Zoran Đorđević (SNS)
- minister administracji publicznej i lokalnej: Ana Brnabić
- minister edukacji, nauki i rozwoju technologicznego: Mladen Šarčević
- minister zdrowia: Zlatibor Lončar
- minister pracy, zatrudnienia, spraw społecznych i weteranów: Aleksandar Vulin (PS)
- minister młodzieży i sportu: Vanja Udovičić (SNS)
- minister kultury i informacji: Vladan Vukosavljević
- minister bez teki ds. integracji europejskiej: Jadranka Joksimović (SNS)
- minister bez teki: Slavica Đukić Dejanović (SPS)
- minister bez teki: Milan Krkobabić (PUPS)